# Fanum Voltumnae
Fanum Voltumnae va ser el principal santuari d'Etrúria, on les ciutats etrusques tenien les seves reunions anyals, de caràcter més religiós que polític. Sembla que els etruscs es governaven de forma autònoma a cada ciutat, però feien reunions generals a Fanum Voltumnae, encontres que se celebraven una vegada a l'any. Eren més aviat trobades que tractaven temes econòmics i religiosos, on s'elegia un gran sacerdot que oficiava en nom de les dotze ciutats.
Sembla evident que pel seu nom era un temple on es feien reunions sagrades, però amb el temps va anar canviant la seva funció. No hi ha cap raó per pensar que en aquell lloc hi havia una ciutat, encara que segurament a aquestes reunions anuals hi feien cap comerciants i firaires de totes les parts d'Etrúria, segons diu Titus Livi. El temple estava dedicat a Voltumna, una divinitat ctònica etrusca que correspon al déu romà Vertumne.
La seva situació no està documentada enlloc i no torna a ser esmentada després de la conquesta de les darreres ciutats etrusques per Roma. Titus Livi el menciona cinc cops, i el situa a prop de Volsinii. Es va localitzar al Campo della Fiera, sobre el que es troba Orvieto, i s'havia especulat que estigués a Viterbo, Castel d'Asso o al mont Fiascone, a uns 15 km de Bolsena.